# El Fuerte (plaats)
El Fuerte is een stad in de Mexicaanse deelstaat Sinaloa. El Fuerte heeft 12.566 inwoners (census 2010) en is de hoofdplaats van de gemeente El Fuerte.
El Fuerte ligt in een vruchtbare vallei in het noorden van de staat Sinaloa, die van oudsher wordt bewoond door de Mayo-indianen. In het begin van de 19e eeuw was El Fuerte de hoofdstad van de deelstaat Sonora en Sinaloa. Tegenwoordig is het vooral bekend wegens haar ligging aan de Chihuahua al Pacíficospoorlijn.